# الكحال
الكَحَّال من يداوي العين بالكُحْل

المكحلة والميل

والمِكْحال هو الميل أو المرود، وهو أداة من زجاج أو معدن الذي تكحل به العين من المكحلة.
والمكحلة هي الوعاء الذي يوضع فيه الكُحْل.
والكُحْل هو ماوضع في العين يُشْتَفى به، مما ليس بسائل، كالاثمد، بعد طحنه. 
والاثمد حجر يتخذ منه الكحل، وهو أحد مركبات الأنتيمون، ويكتحل به.
والأكحَل والكَحْلاء من الرجال والنساء، قال ابن سيدة: والكُحل في العين أن يعلو منابت الأشفار من الكحل من غير كحل.
والكحال لقب مهنة كان يطلق على طبيب العيون حتى بداية القرن العشرين، فقد كان طبيب العيون المعروف سامي شوكت، كحالاً في طبابة الجيش العثماني ثم الجيش العربي في سوريا، ثم في مستشفى المجيدية ببغداد .
ومن بين الكُتاب الذين تناولوا مهنة الكحالة ومداواة العيون، ونذكر بعض منهم: 
- أبو القاسم عمار بن علي الموصلي في كتابه المنتخب في علاج امراض العين
- صلاح الدين بن يوسف الكحال في كتابه نور العيون وجامع الفنون
- خليفة بن أبي المحاسن الحلبي في كتابه الكافي في الكحل[6][7]
- يوحنا بن ماسويه في كتابه دغل العين.
- حنين بن إسحق في كتابه العشر مقالات في العين وكان لا يسمح لمن اراد ان يمتهن طب الكحالة، إلا التأكد بمعرفته بمضمون هذا الكتاب.
- علي بن عيسى الكحال في كتابه تذكرة الكحالين وهو من أشهر المؤلفات التي وصلتنا في مهنة طب الكحالة، إذ يتضمن معلومات قيمة عن العين وتشريحها وطبقاتها ورطوبتها وعضلاتها وأعصابها، بالإضافة إلى مائة وثلاثين مرضا من الأمراض التي تصيب العين وطرق علاجها ومداواتها، مما جعله مرجعاً أساسياً لطب العيون في أوروبا حتى القرن الثامن عشر الميلادي، بعد نقله إلى اللاتينية والعبرية.[8]

## انظر ايضاً
- كحل
- إثمد